# Binário de baixa massa emissor de raio X
Binário de baixa massa emissor de raio X ou binário emissor de raios x de baixa massa é um sistema binário formado por um objeto compacto (estrela de nêutrons ou buraco negro) e uma estrela companheira na sequência principal e uma massa muito menor que a do Sol, pertencente ao tipo espectral K ou M. 
A estrela companheira fica no que se conhece como lóbulo de Roche e transfere parte da massa à estrela de nêutrons ou o buraco negro. Uma vez atravessado o lóbulo de Roche, a matéria da estrela companheira todavia gira em uma órbita demasiado ampla para cair no objeto compacto, com o que cria um disco de matéria chamado disco de acreção. Mediante sucessivas colisões, os fragmentos do disco de acreção vão perdendo velocidade e então são finalmente engolidos pelo objeto compacto. As colisões fazem que os fragmentos se aqueçam a temperaturas de milhões de graus e gerem raios X.